# Den flyvende Hollænder, I-IV
Den flyvende Hollænder, I-IV er en dansk stumfilm i fire dele fra 1920, der er instrueret af Emanuel Gregers efter manuskript af Valdemar Andersen. 1. afsnit, Levende fordømt, havde premiere i Vesterbro Teater 1. november 1920, 2. afsnit, Den enøjede Lods, 15. november 1920, 3. afsnit, Den døde Ø, 22. november 1920 og 4. afsnit, Døden paa Baalet, 29. november 1920. Filmen er baseret på Kaptajn Marryats roman Den flyvende Hollænder fra 1839.

## Handling
Denne artikel mangler et handlingsreferat. Hjælp os med at skrive det.

## Medvirkende
(Romertal angiver personer der kun forekommer i enkelte dele af filmen)
- Carlo Wieth - Filip Vanderdecken
- Jutta Lund - Filips mor (I)
- Charles Wilken - Dr. Poots (I)
- Inger Nybo - Amine, Dr. Poots' datter og Filips kone
- Hans Dynesen - Pater Seysen (I)
- Peter S. Andersen - Schriften
- Bertel Krause - Mynheer Kloots (I,II)
- Carl Lauritzen - Supercargoen (I,II)
- Svend Kornbeck - Pater Mathias (II,III,IV)
- Gerhard Jessen - Krantz (II,III,IV)
- Hugo Bruun - Kaptajn Barentz (II)
- Peter Nielsen - Storinkvisitoren (IV)
- Fritz Lamprecht - Vicekongen (IV)